# The X Factor (Reino Unido - Temporada 11)
 The X Factor  é uma competição musical da televisão britânica que procura descobrir um novo talento nesse segmento. A décima primeira temporada estreou na ITV em 30 de agosto de 2014 e continua sendo apresentado por Dermot O´Leary, que está na apresentação do show desde a sua quarta temporada. Sarah-Jane Crawford apresenta o spin-off The Xtra Factor transmitido pela ITV2, substituindo Caroline Flack e Matt Richardson.
Louis Walsh foi o único jurado da temporada anterior a retornar. A ele se juntaram Simon Cowell e Cheryl Fernandez-Versini que já participaram da bancada de jurados em edições anteriores, além da nova jurada Mel B. Sharon Osbourne, Gary Barlow e Nicole Scherzinger deixaram o programa ao término da décima temporada. Tulisa Contostavlos, jurada nas temporadas 8 e 9, retorna como jurada convidada na final do programa realizada em 13 de dezembro, substituindo Mel B que estava doente.
A décima primeira temporada do programa diminuiu a idade mínima para os participantes, permitindo que pessoas de 14 anos pudessem participar. Anteriormente, nas temporadas 4 e 5, permitiu-se que jovens de 16 anos pudessem competir, sendo essa a menor idade já permitida até então. As audições foram realizadas entre 16 de junho e 1º de julho nas cidades de Manchester, Londres, Newcastle e Edimburgo. Entre 1º e 4 de agosto seguiram-se as audições com público presente, realizadas em Londres. A fase de bootcamp também ocorreu em Londres durante o mês de agosto e a fase seguinte, a casa dos jurados ao redor do mundo, foi gravada no mês setembro. As apresentações ao vivo começaram em 11 de outubro com Mel B orientando o grupo dos Garotos, Cheryl orientando as Garotas, Simon ficou com os Acima de 25 anos e Louis Walsh orientou os Grupos. Ben Haenow foi o vencedor desta temporada tendo derrotado Fleur East em 14 de dezembro de 2014 após obter 57,2% dos votos na final.

## Jurados e apresentadores
No dia 22 de maio de 2013 foi anunciado que Sharon Osbourne, uma das juradas da formação inicial do programa, voltaria ao programa substituindo Tulisa, todavia, a notícia não se confirmou. Ainda em 2013, Gary Barlow revelou durante o primeiro show ao vivo da décima temporada que esta seria sua temporada no programa.  Louis Walsh, que faz parte do show desde sua primeira temporada, comunicou sua intenção de desistir, alegando que após tanto tempo queria sua “vida de volta”, entretanto, algum tempo depois, ele voltou atrás em sua declaração dizendo que estava “se divertindo muito esse ano” e deveria ficar.
Em 7 de fevereiro de 2014, Simon Cowell, que havia deixado o programa após a sétima temporada para lançar e ser jurada da versão americana do X Factor, anunciou seu retorno ao programa britânico. No dia 13 de fevereiro, foi anunciado que Nicole Scherzinger havia desistido do programa, entretanto sua assessora noticiou algum tempo depois que ela ainda estava em negociações. No dia 14 de fevereiro, Simon anunciou, via Twiter, que Nicole não retornaria. Ele declarou: “Nicole sempre fará parte da família X Factor. Agora ela fechou contrato com a Sony. Obrigado, Nicole, por tudo.” Em 10 de março, Cheryl Cole, anunciou em seu Instagram que voltaria a compor a bancada de jurados na décima primeira edição do show, postando uma foto sua ao lado de Simon, acompanhada da legenda: "GUESS WHAT!!.. I'm baaaacccckkkkk!!!!" (“ADIVINHEM!!.. Eu estou de voooooolta!!!”)
Em 30 de maio, Walsh confirmou que retornaria como jurado na décima primeira temporada de X Factor. No dia 11 de junho foi confirmado que Mel B, jurada da nona temporada do show e que já havia sido jurada da versão australiana do programa, se juntaria à bancada como quarta jurada permanente. Após o casamento de Cheryl com Jean-Bernard Fernandez-Versini em 7 de julho, foi comunicado pelos produtores que, ao longo da temporada, a cantora seria chamada pelo seu novo nome de casada Cheryl Fernandez-Versini e não mais Cheryl Cole, como era mais conhecida.
No dia 13 de dezembro de 2014, nos últimos dias da temporada, foi anunciado que Tulisa Contostavlos retornaria como jurada convidada no programa final substituindo Mel B que estava doente. Dermot O´Leary confirmou seu retorno como apresentador, estando neste posto por oito temporadas. Em 3 de fevereiro de 2014 foi noticiado que Matt Richardson não retornaria como co-apresentador do The Xtra Factor na ITV2. Algum tempo depois o fato foi temporariamente negado, vindo a se confirmar em 4 de junho. No dia 11 de junho, Caroline Flack confirmou no Twitter que ela também não retornaria como apresentadora do The Xtra Factor e, no dia seguinte, confirmou-se que Sarah-Jane Crawford seria a nova apresentadora do programa.

## Promoção
No dia 12 de março de 2014, Simon Cowell e Cheryl Cole, os únicos jurados confirmados até aquele momento, apareceram juntos em uma entrevista no programa Daybreak para promoverem pela primeira vez a décima primeira do show. Eles discutiram sobre a nova temporada, o retorno de ambos, a partida de Cheryl para o X Factor USA e sua subsequente rivalidade. Dois anúncios subsequentemente foram ao ar na ITV apresentando Cheryl e Simon separadamente encorajando potenciais candidatos a se inscreverem. Participantes de temporadas anteriores como Olly Murs, Shayne Ward, One Direction, Jahméne Douglas e Little Mix também apareceram em gravações, encorajando potenciais candidatos.
No dia 12 de junho de 2014, durante a cobertura da abertura da Copa do Mundo de 2014 a ITV lançou um fragmento de vídeo promocional com a seguinte legenda: "Things Are About to Get Loud" (“As Coisa Estão Prestes a Ficar Barulhentas”). O vídeo completo apresentando os quatro jurados foi apresentado no canal da ITV no Youtube em 1º de agosto e foi transmitido pela primeira vez na TV na tarde seguinte.

## Processo de seleção

### Eligibilidade
Em 11 de março de 2014, Simon Cowell confirmou em uma entrevista coletiva em Londres que as audições em sala fechada retornariam para a décima primeira temporada do show, bem como o desafio de seis lugares no bootcamp. Também foi revelado que a idade mínima para participar baixaria de 16 para 14 anos.

### Audições

#### Audições móveis
Além das audições com os produtores, houve uma equipe de audições móveis que cruzou o Reino Unido e Irlanda entre os meses de março e abril. As audições começaram em 24 de março e visitaram as cidades de Cork, Belfast, Newquay, Exeter, Bournemouth, Southampton, Bristol, Newport, Barry, Swansea, Romford,  Leicester, Brighton, Norwich, Sunderland, Middlesbrough, South Shields, Durham, Dundee, Glasgow, Aberdeen, Ayr, Solihull, Dudley, Coventry, Wolverhampton, Leeds, Warrington, Hull, Sheffield, Birkenhead, Blackpool, Bolton, Widnes até o dia 28 de abril.

#### Audições abertas
As audições com os produtores começaram em 5 de abril na cidade de Dublin e se encerraram em 5 de maio em Liverpool. Pela primeira vez nove audições abertas foram realizadas, ao invés das seis audições habituais, ou das cinco que foram realizadas nas temporadas 6 e 10. Essa temporada marcou o retorno das audições na Irlanda, a última vez que houve audições naquele país foi na temporada 7. Também foi a primeira vez que audições foram realizadas nas cidades de Edimburgo e Plymouth.
| Cidades    | Data das audições   | Local das audições                          |
| ---------- | ------------------- | ------------------------------------------- |
| Dublin     | 5 de abril de 2014  | Convention Centre Dublin                    |
| Plymouth   | 8 de abril de 2014  | Holiday Inn Plymouth                        |
| Cardiff    | 10 de abril de 2014 | Mercure Cardiff Holland House Hotel and Spa |
| Londres    | 13 de abril de 2014 | Emirates Stadium                            |
| Birmingham | 23 de abril de 2014 | Estádio St Andrew's                         |
| Edimburgo  | 27 de abril de 2014 | Estádio Murrayfield                         |
| Gateshead  | 30 de abril de 2014 | Sage Gateshead                              |
| Manchester | 3 de maio de 2014   | Old Trafford Cricket Ground                 |
| Liverpool  | 5 de maio de 2014   | Liverpool Convention Centre                 |

#### Audições com jurados
Nessa temporada houve apenas quatro localidades onde foram realizadas audições com os jurados, o menor número em toda a história do show. As audições começaram na cidade de Manchester e foram realizadas no Old Trafford Cricket Ground nos dias 16 e 17 de junho. As audições em Londres foram realizadas no Emirates Stadium e foram realizadas nos dias 20, 22, 23 e 24 de junho. No dia 26 de junho os jurados foram para Newcastle onde realizaram as audições no estádio St. James' Park e, por fim, as audições se encerraram em 1º de julho na cidade de Edimburgo.
O primeiro episódio das audições com os jurados foi ao ar no dia 30 de agosto e mostrou candidatos auditados em Manchester, Londres e Edimburgo. Mais audições de Londres, Edimburgo e Manchester, juntamente com gravações de Newcastle, foram transmitidas no episódio de 31 de agosto.
Vários candidatos que participaram de temporadas anteriores retornaram para uma nova chance. Entre eles destacam-se Fleur East que chegou à fase dos shows ao vivo integrando o grupo feminino Addictiv Ladies na segunda temporada; Chloe Jasmine que foi rejeitada pelos jurados após sua audição na temporada 3; Amy Connelly que chegou à casa dos jurados na quinta temporada;  Jake Quickenden que também chegou à fase da casa dos jurados, todavia, na temporada 9; Lydia Lucy, Tom Mann e Barclay Beales que avançaram até o bootcamp na temporada 10 e Paul Akister que chegou à casa dos jurados na décima temporada. Tom e Barclay Beales que não foram aprovados individualmente, avançaram nessa temporada como integrantes da banda Stereo Kicks, composta por 8 garotos.
| Cidade     | Sala de audições       | Sala de audições            | Audições na arena (com público) | Audições na arena (com público) |
| Cidade     | Data(s)                | Local                       | Data(s)                         | Local                           |
| ---------- | ---------------------- | --------------------------- | ------------------------------- | ------------------------------- |
| Manchester | 16–17 de junho de 2014 | Old Trafford Cricket Ground | —                               | —                               |
| Londres    | 20 de junho 2014       | Emirates Stadium            | 1–4 de agosto 2014              | Arena Wembley                   |
| Londres    | 22–24 de junho 2014    | Emirates Stadium            | 1–4 de agosto 2014              | Arena Wembley                   |
| Newcastle  | 26 de junho 2014       | St James' Park              | —                               | —                               |
| Edimburgo  | 1º de julho de 2014    | Assembly Rooms              | —                               | —                               |

### Treinamento (Bootcamp)
Foi anunciado em março de 2014 que Simon Cowell estava considerando cortar a fase de treinamento e substitui-la pelo desafio dos seis lugares que havia acontecido na temporada anterior.  Nesse desafio, os jurados eram distribuídos a suas categorias no início do bootcamp e os candidatos de cada categoria apresentavam-se um após o outro para seu possível futuro mentor. Aos melhores competidores era oferecido um entre seis assentos que representava uma vaga para a fase seguinte, a casa dos jurados. Todavia, ganhar um lugar antes do término de todas as apresentações da categoria não era garantia de avanço no programa, pois se antes da apresentação do último candidato, o jurado já houver preenchido todos seus lugares, ele pode tirar um competidor e ceder o lugar para outro. Essa foi uma etapa muito controversa no programa, uma vez que muitos ficam decepcionados em ver os candidatos serem eliminados de uma maneira tão dura.
Apesar das notícias contraditórias, ambas as fases (bootcamp e desafio dos seis lugares) ocorreram na temporada. No início do bootcamp foi revelado que Louis Walsh ficou com a categoria dos Grupos; Mel B ficou com os Garotos; Cheryl Fernandez-Versini com as Garotas e Simon com os Acima de 25.
Ao todo, 114 candidatos avançaram para fase de bootcamp na décima primeira temporada. Eles foram divididos em grupos e se apresentaram aos jurados que, nesse momento, cortou metade dos candidatos da competição, deixando apenas 57 para competirem no desafio dos seis lugares.
O desafio dos seis lugares ocorreu na Arena Wembley entre os dias 9 e 10 de agosto. Para essa fase foi anunciado no programa que nenhum candidato com menos de 16 anos poderia ser substituído caso fosse dado a ele(a) um lugar.

### Casa dos jurados
Para a fase da casa dos jurados, Louis levou os Grupos para sua casa nas Bermudas e foi auxiliado pela antiga jurada do programa Tulisa Contostavlos. Mel B levou os Garotos para Cancún e foi ajudada por Emma Bunton, sua colega do grupo Spice Girls. Cheryl Fernandez-Versini levou as Garotas para Nice e foi assistida por Tinie Tempah. Simon Cowell levou os participantes da categoria Acima de 25 para Los Angeles e teve ajuda de Sinitta.
| Jurado                   | Categoria   | Localidade  | Mentor convidado    | Participantes eliminados            | Coringa              |
| ------------------------ | ----------- | ----------- | ------------------- | ----------------------------------- | -------------------- |
| Simon Cowell             | Acima de 25 | Los Angeles | Sinitta             | Helen Fulthorpe, Lizzy Pattinson    | Stevi Ritchie        |
| Cheryl Fernandez-Versini | Garotas     | Nice        | Tinie Tempah        | Kerrianne Covell, Emily Middlemas   | Lola Saunders        |
| Mel B                    | Garotos     | Cancún      | Emma Bunton         | Danny Dearden, Jordan Morris        | Jack Walton          |
| Louis Walsh              | Grupos      | Bermudas    | Tulisa Contostavlos | Concept, New Girl Group, The Brooks | Overload Generation* |

- O grupo Overload Generation foi originalmente eliminado no desafio dos seis lugares após terem sido trocados por Louis Walsh e não chegaram a avançar para a próxima etapa. Apesar disso, Mel B preferiu escolher esse grupo ao invés de um dos outros três que foram eliminados durante a fase da Casa dos Jurados.

## Finalistas
Legenda:
     – Vencedor
     – Segundo colocado
     – Terceiro colocado
| Categoria   | Mentor                   | Candidatos     | Candidatos      | Candidatos          | Candidatos    |
| ----------- | ------------------------ | -------------- | --------------- | ------------------- | ------------- |
| Garotos     | Mel B                    | Paul Akister   | Andrea Faustini | Jake Quickenden     | Jack Walton   |
| Garotas     | Cheryl Fernandez-Versini | Chloe Jasmine  | Stephanie Nala  | Lauren Platt        | Lola Saunders |
| Acima de 25 | Simon Cowell             | Fleur East     | Ben Haenow      | Jay James           | Stevi Ritchie |
| Grupos      | Louis Walsh              | Blonde Electra | Only The Young  | Overload Generation | Stereo Kicks  |

## Shows ao vivo
Foi anunciado no dia 24 de setembro de 2014 que haveria a presença de candidatos coringas nos shows ao vivo. Entretanto, diferentemente dos últimos anos, os jurados não escolheram os candidatos coringas para si, mas sim para os jurados de outras categorias. Cheryl escolheu Stevi Ritchie para os Acima de 25 anos de Simon Cowell; Mel B escolheu Overload Generation para os Grupos de Louis Walsh; Simon escolheu Jack Walton para os Garotos de Mel B e, por fim, Louis escolheu Lola Saunders para as Garotas de Cheryl. Com a entrada dos quatro candidatos coringas, o grupo de finalistas para os shows ao vivo começou com 16 candidatos, indicando que haveria eliminações duplas em algum(ns) momento(s) da temporada do mesmo modo como aconteceu nas temporadas 7 e 8.
Pela primeira vez na história do programa, todos os votos via aplicativo oficial do show seriam gratuitos. Mark Brittain, da Syco Entertainment, comunicou que eles preocupam-se constantemente em trazer inovações para o programa e dar a oportunidade para os telespectadores de votarem gratuitamente por meio do aplicativo é uma grande oportunidade de interagirem com show, além de ter um papel decisivo na hora de decidir o vencedor da competição.

### Artistas convidados
Os shows ao vivo começaram no dia 11 de outubro de 2014. Cantores já conhecidos do público se apresentaram ao longo dos shows ao vivo da temporada: Pharrell Williams e Taylor Swift se apresentaram na primeira semana; Jessie J e Maroon 5 estiveram presentes na segunda semana do show. Na terceira semana apresentaram-se Ed Sheeran e OneRepublic. A banda The Script foi o convidado dos shows ao vido da quarta semana; enquanto que John Legend e Cheryl Fernandez-Versini se apresentaram no programa de revelação dos resultados daquela semana. A quinta semana de shows ao vivo contou com as apresentações de Sam Smith e do grupo One Direction. A antiga jurada Nicole Scherzinger e Olly Murs se apresentaram na sexta semana, que contou no programa de revelação dos resultados com a divulgação mundial do videoclipe da Band Aid 30. Nos shows ao vivo da sétima semana se apresentaram David Guetta acompanhado de Emeli Sandé, enquanto que Labrinth e Take That estiveram na divulgação dos resultados da semana. Union J, Ella Henderson e Queen + Adam Lambert se apresentam na divulgação dos resultados da oitava semana.
Em 7 de setembro de 2014, na divulgação dos resultados da semifinal, se apresentaram o grupo Fifth Harmony, Sam Bailey e Idina Menzel juntamente com Michael Bublé. No final de semana da grande final do programa se apresentaram Take That, Meghan Trainor e Ed Sheeran nos shows do sábado, 13 de dezembro de 2014; enquanto que no domingo se apresentaram Sam Smith, One Direction ao lado de Ronnie Wood e Olly Murs com Demi Lovato.

### Resumo dos resultados
Legenda de cores
| – | Participante esteve entre os dois/três menos votados e teve que se apresentar novamente para tentar permanecer na competição |
| – | Participante esteve entre os três menos votados, mas recebeu o menor percentual de votos e foi imediatamente eliminado       |
| – | Participante recebeu o menor percentual de votos e foi imediatamente eliminado (sem chance para uma última apresentação)     |
| – | Participante recebeu a maioria dos votos                                                                                     |

| Competidor                   | Semana 1                                 | Semana 2                           | Semana 3                             | Semana 4                           | Semana 5                          | Semana 6                       | Semana 7                           | Semana 8                          | Semana 9                          | Semana 10                                                                              | Semana 10                                                                              |
| Competidor                   | Semana 1                                 | Semana 2                           | Semana 3                             | Semana 4                           | Semana 5                          | Semana 6                       | Semana 7                           | Semana 8                          | Semana 9                          | Sábado                                                                                 | Domingo                                                                                |
| ---------------------------- | ---------------------------------------- | ---------------------------------- | ------------------------------------ | ---------------------------------- | --------------------------------- | ------------------------------ | ---------------------------------- | --------------------------------- | --------------------------------- | -------------------------------------------------------------------------------------- | -------------------------------------------------------------------------------------- |
| Ben Haenow                   | 4º 8,7%                                  | 4º 9,1%                            | 3º 10,1%                             | 1º 12,2%                           | 1º 14,8%                          | 1º 16,4%                       | 1º 19,4%                           | 1º 26,4%                          | 1º 36,5%                          | 1º 45,1%                                                                               | Vencedor 57,2%                                                                         |
| Fleur East                   | 5º 6,0%                                  | 7º 6,0%                            | 5º 9,3%                              | 6º 9,4%                            | 5º 10,8%                          | 2º 14,0%                       | 2º 16,1%                           | 3º 17,9%                          | 2º 24,3%                          | 2º 32,7%                                                                               | 2º Colocado 34,3%                                                                      |
| Andrea Faustini              | 1º 19,2%                                 | 1º 14,5%                           | 1º 14,4%                             | 2º 11,9%                           | 2º 14,0%                          | 4º 12,7%                       | 6º 13,2%                           | 2º 21,0%                          | 4º 19,1%                          | 3º 22,2%                                                                               | Eliminado (semana 10)                                                                  |
| Lauren Platt                 | 2º 10,4%                                 | 2º 12,7%                           | 2º 11,8%                             | 4º 11,0%                           | 3º 13,1%                          | 3º 13,2%                       | 3º 16,0%                           | 4º 17,8%                          | 3º 20,1%                          | Eliminado (semana 9)                                                                   | Eliminado (semana 9)                                                                   |
| Stereo Kicks                 | 11º 4,6%                                 | 12º 4,4%                           | 6º 8,9%                              | 9º 8,3%                            | 4º 12,4%                          | 5º 12,2%                       | 4º 15,3%                           | 5º 16,9%                          | Eliminado (semana 8)              | Eliminado (semana 8)                                                                   | Eliminado (semana 8)                                                                   |
| Stevi Ritchie                | 10º 4,9%                                 | 8º 5,9%                            | 7º 7,4%                              | 3º 11,5%                           | 6º 10,3%                          | 7º 10,8%                       | 5º 14,7%                           | Eliminado (semana 7)              | Eliminado (semana 7)              | Eliminado (semana 7)                                                                   | Eliminado (semana 7)                                                                   |
| Only The Young               | 13º 4,0%                                 | 9º 5,6%                            | 11º 5,2%                             | 7º 9,0%                            | 7º 8,4%                           | 6º 12,2%                       | 7º 5,3%                            | Eliminado (semana 7)              | Eliminado (semana 7)              | Eliminado (semana 7)                                                                   | Eliminado (semana 7)                                                                   |
| Jay James                    | 7º 5,5%                                  | 5º 7,6%                            | 8º 7,1%                              | 8º 8,3%                            | 8º 8,1%                           | 8º 8,5%                        | Eliminado (semana 6)               | Eliminado (semana 6)              | Eliminado (semana 6)              | Eliminado (semana 6)                                                                   | Eliminado (semana 6)                                                                   |
| Paul Akister                 | 3º 10,0%                                 | 3º 9,9%                            | 4º 9,4%                              | 5º 9,5%                            | 9º 8,1%                           | Eliminado (semana 5)           | Eliminado (semana 5)               | Eliminado (semana 5)              | Eliminado (semana 5)              | Eliminado (semana 5)                                                                   | Eliminado (semana 5)                                                                   |
| Lola Saunders                | 6º 5,7%                                  | 6º 7,6%                            | 9º 6,9%                              | 10º 6,3%                           | Eliminado (semana 4)              | Eliminado (semana 4)           | Eliminado (semana 4)               | Eliminado (semana 4)              | Eliminado (semana 4)              | Eliminado (semana 4)                                                                   | Eliminado (semana 4)                                                                   |
| Jack Walton                  | 9º 5,0%                                  | 10º 5,3%                           | 10º 5,3%                             | 11º 2,6%                           | Eliminado (semana 4)              | Eliminado (semana 4)           | Eliminado (semana 4)               | Eliminado (semana 4)              | Eliminado (semana 4)              | Eliminado (semana 4)                                                                   | Eliminado (semana 4)                                                                   |
| Jake Quickenden              | 8º 5,1%                                  | 11º 4,8%                           | 12º 4,2%                             | Eliminado (semana 3)               | Eliminado (semana 3)              | Eliminado (semana 3)           | Eliminado (semana 3)               | Eliminado (semana 3)              | Eliminado (semana 3)              | Eliminado (semana 3)                                                                   | Eliminado (semana 3)                                                                   |
| Chloe Jasmine                | 12º 4,3%                                 | 13º 4,0%                           | Eliminado (semana 2)                 | Eliminado (semana 2)               | Eliminado (semana 2)              | Eliminado (semana 2)           | Eliminado (semana 2)               | Eliminado (semana 2)              | Eliminado (semana 2)              | Eliminado (semana 2)                                                                   | Eliminado (semana 2)                                                                   |
| Stephanie Nala               | 14º 2,9%                                 | 14º 2,6%                           | Eliminado (semana 2)                 | Eliminado (semana 2)               | Eliminado (semana 2)              | Eliminado (semana 2)           | Eliminado (semana 2)               | Eliminado (semana 2)              | Eliminado (semana 2)              | Eliminado (semana 2)                                                                   | Eliminado (semana 2)                                                                   |
| Overload Generation          | 15º 2,7%                                 | Eliminado (semana 1)               | Eliminado (semana 1)                 | Eliminado (semana 1)               | Eliminado (semana 1)              | Eliminado (semana 1)           | Eliminado (semana 1)               | Eliminado (semana 1)              | Eliminado (semana 1)              | Eliminado (semana 1)                                                                   | Eliminado (semana 1)                                                                   |
| Blonde Electra               | 16º 1,0%                                 | Eliminado (semana 1)               | Eliminado (semana 1)                 | Eliminado (semana 1)               | Eliminado (semana 1)              | Eliminado (semana 1)           | Eliminado (semana 1)               | Eliminado (semana 1)              | Eliminado (semana 1)              | Eliminado (semana 1)                                                                   | Eliminado (semana 1)                                                                   |
|                              |                                          |                                    |                                      |                                    |                                   |                                |                                    |                                   |                                   |                                                                                        |                                                                                        |
| Duelo                        | Stephanie Nala vs Overload Generation    | Chloe Jasmine vs Stereo Kicks      | Jake Quickenden vs Only The Young    | Stereo Kicks vs Lola Saunders      | Paul Akister vs Jay James         | Jay James vs Stevi Ritchie     | Andrea Faustini vs Stevi Ritchie   | Lauren Platt vs Stereo Kicks      | Andrea Faustini vs Lauren Platt   | Sem duelo ou votos dos jurados: os resultados foram baseados apenas no voto do público | Sem duelo ou votos dos jurados: os resultados foram baseados apenas no voto do público |
| Voto de Louis para eliminar  | Stephanie Nala                           | Chloe Jasmine                      | Jake Quickenden                      | Lola Saunders                      | Paul Akister                      | Stevi Ritchie                  | Stevi Ritchie                      | Lauren Platt                      | Lauren Platt                      | Sem duelo ou votos dos jurados: os resultados foram baseados apenas no voto do público | Sem duelo ou votos dos jurados: os resultados foram baseados apenas no voto do público |
| Voto de Mel B para eliminar  | Stephanie Nala                           | Chloe Jasmine                      | Only The Young                       | Lola Saunders                      | Jay James                         | Jay James                      | Stevi Ritchie                      | Lauren Platt                      | Lauren Platt                      | Sem duelo ou votos dos jurados: os resultados foram baseados apenas no voto do público | Sem duelo ou votos dos jurados: os resultados foram baseados apenas no voto do público |
| Voto de Cheryl para eliminar | Overload Generation                      | Stereo Kicks                       | Jake Quickenden                      | Stereo Kicks                       | Jay James                         | Jay James                      | Stevi Ritchie                      | Stereo Kicks                      | Andrea Faustini                   | Sem duelo ou votos dos jurados: os resultados foram baseados apenas no voto do público | Sem duelo ou votos dos jurados: os resultados foram baseados apenas no voto do público |
| Voto de Simon para eliminar  | Overload Generation                      | Chloe Jasmine                      | Jake Quickenden                      | Stereo Kicks                       | Paul Akister                      | Stevi Ritchie                  | Andrea Faustini                    | Stereo Kicks                      | Lauren Platt                      | Sem duelo ou votos dos jurados: os resultados foram baseados apenas no voto do público | Sem duelo ou votos dos jurados: os resultados foram baseados apenas no voto do público |
| Eliminado                    | Blonde Electra 1,0% para salvar          | Stephanie Nala 2,6% para salvar    | Jake Quickenden 3 de 4 votos Maioria | Jack Walton 2,6% para salvar       | Paul Akister 2 de 4 votos Impasse | Jay James 2 de 4 votos Impasse | Only The Young 5,3% para salvar    | Stereo Kicks 2 de 4 votos Impasse | Lauren Platt 3 de 4 votos Maioria | Andrea Faustini 22,2% para vencer                                                      | Fleur East 34,3% para vencer                                                           |
| Eliminado                    | Overload Generation 2 de 4 votos Impasse | Chloe Jasmine 3 de 4 votos Maioria | Jake Quickenden 3 de 4 votos Maioria | Lola Saunders 2 de 4 votos Impasse | Paul Akister 2 de 4 votos Impasse | Jay James 2 de 4 votos Impasse | Stevi Ritchie 3 de 4 votos Maioria | Stereo Kicks 2 de 4 votos Impasse | Lauren Platt 3 de 4 votos Maioria | Andrea Faustini 22,2% para vencer                                                      | Fleur East 34,3% para vencer                                                           |
| Referência(s)                | [ 52 ]                                   | [ 53 ]                             | [ 54 ]                               | [ 55 ] [ 56 ]                      | [ 57 ]                            | [ 58 ]                         | [ 59 ] [ 60 ]                      | [ 61 ]                            | [ 62 ]                            | [ 63 ]                                                                                 |                                                                                        |

### Detalhes dos shows ao vivo

#### Semana 1 (11/12 de Outubro)
- Tema: Números um nas paradas[64]
- Apresentação dos finalistas:  "Anything Could Happen"[52]
- Artistas convidados: Pharrell Williams ("Gust of Wind") e Taylor Swift ("Shake It Off")[37]

Os candidatos coringas foram anunciados no começo do show, sendo mostrado que Cheryl escolheu Stevi Ritchie para os Acima de 25 anos de Simon Cowell; Mel B escolheu Overload Generation para os Grupos de Louis Walsh; Simon escolheu Jack Walton para os Garotos de Mel B e, por fim, Louis escolheu Lola Saunders para as Garotas de Cheryl.
| Candidato           | Ordem | Canção                               | Resultado                |
| ------------------- | ----- | ------------------------------------ | ------------------------ |
| Paul Akister        | 1     | "Ghost"                              | Salvo                    |
| Lola Saunders       | 2     | "Stay with Me"                       | Salvo                    |
| Overload Generation | 3     | "I Kissed a Girl"                    | Entre os 3 menos votados |
| Jay James           | 4     | "Changing"                           | Salvo                    |
| Stephanie Nala      | 5     | "Everything I Own"                   | Entre os 3 menos votados |
| Jack Walton         | 6     | "Only Girl (In the World)"           | Salvo                    |
| Chloe Jasmine       | 7     | "Toxic"                              | Salvo                    |
| Stereo Kicks        | 8     | "Roar"                               | Salvo                    |
| Stevi Ritchie       | 9     | "Livin' la Vida Loca"                | Salvo                    |
| Lauren Platt        | 10    | "Happy"                              | Salvo                    |
| Blonde Electra      | 11    | "Kids in America"                    | Eliminado                |
| Ben Haenow          | 12    | "Bridge over Troubled Water"         | Salvo                    |
| Jake Quickenden     | 13    | "She's the One"                      | Salvo                    |
| Fleur East          | 14    | "All About That Bass"                | Salvo                    |
| Only The Young      | 15    | "Jailhouse Rock" / "Twist and Shout" | Salvo                    |
| Andrea Faustini     | 16    | "Earth Song"                         | Salvo                    |
| Detalhes do duelo   |       |                                      |                          |
| Overload Generation | 1     | "A Thousand Years"                   | Eliminado                |
| Stephanie Nala      | 2     | "Have You Ever?"                     | Salvo                    |

- Devido à adição dos quatro candidatos coringas, dois participantes foram eliminados do programa na primeira semana. Os três candidatos menos votados pelo público foram revelados e o que teve o menor percentual de votos foi automaticamente eliminado. Os dois competidores remanescentes se apresentaram mais uma vez disputando o voto dos jurados.

Votos dos jurados para eliminar
- Simon: votou em Overload Generation –  afirmou que ele achou que a apresentação de Stephanie foi melhor do que o desempenho “chocantemente ruim” do grupo e que ele acreditava que Stephanie era alguém com quem ele poderia trabalhar. No programa Xtra Factor, Simon declarou que não foi nenhuma surpresa descobrir que o grupo Overload Generation estava entre os três menos votados da semana
- Cheryl: votou em Overload Generation – votou a favor do seu candidato, Stephanie Nala.
- Mel B: votou em Stephanie Nala – como foi Mel que escolheu o grupo Overload Generation como candidato coringa para Louis, ela afirmou que permaneceria fiel a sua escolha e votaria para manter o grupo na competição.
- Louis: votou em Stephanie Nala – votou a favor do seu candidato, Overload Generation. Apesar disso, Louis declarou que a apresentação de Stephanie foi incrível.

Com os candidatos no duelo de eliminação recebendo dois votos cada, foi anunciado o impasse e a votação do público foi utilizada para desempate. Overload Generation foi eliminado por ser o candidato com menor número de votos.

#### Semana 2 (18/19 de Outubro)
- Tema: Músicas dos anos 80[41]
- Apresentação dos finalistas: "Love Runs Out"[53]
- Artistas convidados: Maroon 5 ("Animals") e Jessie J ("Bang Bang")[41]

| Candidato         | Ordem | Canção                         | Resultado                |
| ----------------- | ----- | ------------------------------ | ------------------------ |
| Jack Walton       | 1     | "Straight Up"                  | Salvo                    |
| Stephanie Nala    | 2     | "Call Me"                      | Eliminado                |
| Andrea Faustini   | 3     | "One Moment in Time"           | Salvo                    |
| Lauren Platt      | 4     | "Flashdance... What a Feeling" | Salvo                    |
| Ben Haenow        | 5     | "Jealous Guy"                  | Salvo                    |
| Fleur East        | 6     | "It's a Shame (My Sister)"     | Salvo                    |
| Stereo Kicks      | 7     | "The Boys of Summer"           | Entre os 3 menos votados |
| Lola Saunders     | 8     | "Imagine"                      | Salvo                    |
| Jake Quickenden   | 9     | "Total Eclipse of the Heart"   | Salvo                    |
| Chloe Jasmine     | 10    | "Fame"                         | Entre os 3 menos votados |
| Paul Akister      | 11    | "If You Don't Know Me by Now"  | Salvo                    |
| Stevi Ritchie     | 12    | "Never Gonna Give You Up"      | Salvo                    |
| Only The Young    | 13    | "Come On Eileen"               | Salvo                    |
| Jay James         | 14    | "I'm Gonna Be (500 Miles)"     | Salvo                    |
| Detalhes do duelo |       |                                |                          |
| Chloe Jasmine     | 1     | "Will You Love Me Tomorrow"    | Eliminado                |
| Stereo Kicks      | 2     | "I'll Stand by You"            | Salvo                    |

- Devido à adição dos quatro candidatos coringas, dois participantes foram eliminados do programa na segunda semana. Os três candidatos menos votados pelo público foram revelados e o que teve o menor percentual de votos foi automaticamente eliminado. Os dois competidores remanescentes se apresentaram mais uma vez disputando o voto dos jurados.

Votos dos jurados para eliminar
- Cheryl: votou em Stereo Kicks – votou a favor do seu candidato, Chloe Jasmine.
- Louis: votou em Chloe Jasmine – votou a favor do seu candidato, Stereo Kicks.
- Mel B: votou em Chloe Jasmine – baseou seu voto na apresentação do duelo para eliminação.
- Simon: votou em Chloe Jasmine – afirmou que achava que Louis não sabia o que fazer com o grupo Stereo Kicks, entretanto os manteria na competição por achar que tinham mais potencial do que Chloe.

#### Semana 3 (25/26 de Outubro)
- Tema: Músicas de filmes[42]
- Apresentação dos finalistas: "Rather Be"[54]
- Artistas convidados: OneRepublic ("I Lived") e Ed Sheeran ("Thinking Out Loud")[42]

| Candidato         | Ordem | Canção                         | Filme                              | Resultado                |
| ----------------- | ----- | ------------------------------ | ---------------------------------- | ------------------------ |
| Jake Quickenden   | 1     | "She's Like the Wind"          | Dirty Dancing                      | Entre os 2 menos votados |
| Only The Young    | 2     | "Boom Clap"                    | A Culpa é Das Estrelas             | Entre os 2 menos votados |
| Jay James         | 3     | "Skyfall"                      | 007 - Operação Skyfall             | Salvo                    |
| Andrea Faustini   | 4     | "Listen"                       | Dreamgirls - Em Busca de Um Sonho  | Salvo                    |
| Lola Saunders     | 5     | "When You Believe"             | O Príncipe do Egito                | Salvo                    |
| Paul Akister      | 6     | "Try a Little Tenderness"      | The Commitments – Loucos pela Fama | Salvo                    |
| Lauren Platt      | 7     | "Let It Go"                    | Frozen                             | Salvo                    |
| Jack Walton       | 8     | "Eye of the Tiger"             | Rocky III                          | Salvo                    |
| Fleur East        | 9     | "Lady Marmalade"               | Moulin Rouge!                      | Salvo                    |
| Stevi Ritchie     | 10    | "Footloose"                    | Footloose                          | Salvo                    |
| Stereo Kicks      | 11    | "Let It Be" / "Hey Jude"       | Através do Universo                | Salvo                    |
| Ben Haenow        | 12    | "I Don't Want to Miss a Thing" | Armageddon                         | Salvo                    |
| Detalhes do duelo |       |                                |                                    |                          |
| Jake Quickenden   | 1     | "Red"                          | "Red"                              | Eliminado                |
| Only The Young    | 2     | "The Winner Takes It All"      | "The Winner Takes It All"          | Salvo                    |

Votos dos jurados para eliminar
- Mel B: votou em Only The Young - votou a favor do seu candidato, Jake Quickenden.
- Louis: votou em Jake Quickenden – votou a favor do seu candidato, Only The Young.
- Simon: votou em Jake Quickenden – criticou as apresentações finais dos dois candidatos, mas sentiu que Only The Young tinha mais potencial.
- Cheryl: votou em Jake Quickenden – alegou que achava que o grupo Only The Young ainda não havia tido seu momento na competição e gostaria de dar a eles outra chance.

#### Semana 4 (1/2 de Novembro)
- Tema: Halloween[44]
- Apresentação dos finalistas: "Firework"[56]
- Artistas convidados:
  - Sábado: The Script ("No Good in Goodbye")[43]
  - Domingo: John Legend ("Ordinary People"/ "All of Me") e Cheryl ("I Don´t Care")[44]

| Candidato         | Ordem | Canção                                    | Resultado                |
| ----------------- | ----- | ----------------------------------------- | ------------------------ |
| Ben Haenow        | 1     | "Highway to Hell"                         | Salvo                    |
| Lola Saunders     | 2     | "Crazy"                                   | Entre os 2 menos votados |
| Fleur East        | 3     | "Thriller"                                | Salvo                    |
| Jack Walton       | 4     | "Bleeding Love"                           | Eliminado                |
| Jay James         | 5     | "Mad World"                               | Salvo                    |
| Andrea Faustini   | 6     | "Relight My Fire"                         | Salvo                    |
| Lauren Platt      | 7     | "Dark Horse"                              | Salvo                    |
| Paul Akister      | 8     | "Bat Out of Hell"                         | Salvo                    |
| Only The Young    | 9     | "Monster Mash"                            | Salvo                    |
| Stereo Kicks      | 10    | "Everybody (Backstreet's Back)"           | Entre os 2 menos votados |
| Stevi Ritchie     | 11    | "The Music of the Night"                  | Salvo                    |
| Detalhes do duelo |       |                                           |                          |
| Lola Saunders     | 1     | "(You Make Me Feel Like) A Natural Woman" | Eliminado                |
| Stereo Kicks      | 2     | "Perfect"                                 | Salvo                    |

- No dia 31 de outubro, foi revelado que o candidato com menor número de votos no show ao vivo de sábado seria imediatamente eliminado.[70] Jack Walton foi eliminado por ter recebido o menor percentual dos votos.[55] Os próximos dois candidatos que receberam menos votos se enfrentaram em um duelo no programa de domingo para definir quem permaneceria na competição.[56]

Votos dos jurados para eliminar
- Louis: votou em Lola Saunders – votou a favor do seu candidato, Stereo Kicks. Posteriormente, no programa Xtra Factor, Louis declarou que não gostaria de ter votado em Lola uma vez que ele a havia escolhido como coringa de Cheryl.
- Cheryl: votou em Stereo Kicks – votou a favor do seu candidato, Lola Saunders.
- Mel B: votou em Lola Saunders – baseou seu voto nas apresentações do duelo para eliminação, mas apesar de ter votado em Lola queixou-se da falta de consistência do grupo Stereo Kicks.
- Simon: votou em Stereo Kicks – alegou que Lola era uma cantora melhor que o grupo e tinha mais potencial.

Com os candidatos no duelo de eliminação recebendo dois votos cada, foi anunciado o impasse e a votação do público foi utilizada para desempate. Lola Saunders foi eliminada por ser o candidato com menor número de votos do público.

#### Semana 5 (8/9 de Novembro)
- Tema: Músicas de Queen ou Michael Jackson (apresentado como Queen vs. Michael Jackson); o tema original era música disco[71]
- Apresentação dos finalistas: "Never Forget[57]
- Artistas convidados: Sam Smith ("Like I Can") e One Direction ("Steal My Girl")[45]

| Candidato         | Ordem | Canção                   | Resultado                |
| ----------------- | ----- | ------------------------ | ------------------------ |
| Paul Akister      | 1     | "Don't Stop Me Now"      | Entre os 2 menos votados |
| Jay James         | 2     | "The Show Must Go On"    | Entre os 2 menos votados |
| Lauren Platt      | 3     | "I'll Be There"          | Salvo                    |
| Only The Young    | 4     | "Blame It on the Boogie" | Salvo                    |
| Ben Haenow        | 5     | "Man in the Mirror"      | Salvo                    |
| Stevi Ritchie     | 6     | "Bohemian Rhapsody"      | Salvo                    |
| Stereo Kicks      | 7     | "You Are Not Alone"      | Salvo                    |
| Fleur East        | 8     | "Will You Be There"      | Salvo                    |
| Andrea Faustini   | 9     | "Somebody to Love"       | Salvo                    |
| Detalhes do duelo |       |                          |                          |
| Paul Akister      | 1     | "Clown"                  | Eliminado                |
| Jay James         | 2     | "Tears in Heaven"        | Salvo                    |

Votos dos jurados para eliminar
- Simon: votou em Paul Akister – votou a favor do seu candidato, Jay James.
- Mel B: votou em Jay James – votou a favor do seu candidato, Paul Akister, apesar de alegar ter se baseado no desempenho no duelo final.
- Cheryl: votou em Jay James – baseou seu voto no desempenho dos candidatos no duelo final.
- Louis: votou em Paul Akister – alegou que não poderia escolher quem seria o eliminado e por isso levou a votação a um impasse deixando, assim, a decisão nas mãos do voto do público. Ele mostrou-se hesitante no momento de dizer quem ele eliminaria, provavelmente porque ele já havia eliminado Paul na temporada anterior na fase da casa dos jurados.

Com os candidatos no duelo de eliminação recebendo dois votos cada, foi anunciado o impasse e a votação do público foi utilizada para desempate. Paul Akister foi eliminado por ser o candidato com menor número de votos do público.

#### Semana 6 (15/16 de Novembro)
- Tema: Grande Banda[73]
- Apresentação dos finalistas: "Shake It Off"
- Artistas convidados: Nicole Scherzinger ("Run") e Olly Murs ("Wrapped Up")[46]

A estreia mundial do videoclipe da música ("Do They Know It's Christmas?") da Band Aid 30 foi realizada durante o programa de revelação dos resultados da quinta semana. Bob Geldof apareceu durante o programa para falar sobre a gravação e promover a canção.
| Candidato         | Ordem | Canção                                        | Resultado                |
| ----------------- | ----- | --------------------------------------------- | ------------------------ |
| Andrea Faustini   | 1     | "Summertime"                                  | Salvo                    |
| Lauren Platt      | 2     | "Smile"                                       | Salvo                    |
| Jay James         | 3     | "Empire State of Mind" / "New York, New York" | Entre os 2 menos votados |
| Stereo Kicks      | 4     | "Mack the Knife"                              | Salvo                    |
| Ben Haenow        | 5     | "Cry Me a River"                              | Salvo                    |
| Only The Young    | 6     | "I Wan'na Be Like You (The Monkey Song)"      | Salvo                    |
| Stevi Ritchie     | 7     | "Mambo No. 5" / "She Bangs"                   | Entre os 2 menos votados |
| Fleur East        | 8     | "Bang Bang"                                   | Salvo                    |
| Detalhes do duelo |       |                                               |                          |
| Jay James         | 1     | "Somewhere Only We Know"                      | Eliminado                |
| Stevi Ritchie     | 2     | "Somebody to Love"                            | Salvo                    |

Votos dos jurados para eliminar
- Simon: votou em Stevi Ritchie – estava em conflito, pois dois dos seus candidatos duelaram para definir quem permaneceria na competição. Simon declarou que apesar de Stevi ser um performer melhor, Jay James era melhor cantor, por isso o manteria.
- Louis: votou em Stevi Ritchie – alegou que Jay era um cantor melhor.
- Mel B: votou em Jay James – disse que Jay James era um cantor incrível, mas Stevi a havia surpreendido na apresentação final.
- Cheryl: votou em Jay James – alegou que era uma decisão difícil e, por isso, levaria a votação a um impasse votando em Jay James. Além disso, declarou que estava considerando sua decisão no início da temporada ao ter escolhido Stevi como candidato coringa do Simon.

Com os candidatos no duelo de eliminação recebendo dois votos cada, foi anunciado o impasse e a votação do público foi utilizada para desempate. Jay James foi eliminado por ser o candidato com menor número de votos do público.

#### Semana 7 (22/23 de Novembro)
- Tema: Músicas de Whitney Houston ou Elton John (apresentado como Whitney Houston vs. Elton John)[75]
- Apresentação dos finalistas: "Saturday Night's Alright for Fighting"
- Artistas convidados:
  - Sábado: David Guetta com Emeli Sandé ("What I Did for Love")[48]
  - Domingo: Labrinth ("Jealous") e Take That ("These Days")[48]

| Candidato         | Ordem | Canção                                     | Resultado                |
| ----------------- | ----- | ------------------------------------------ | ------------------------ |
| Lauren Platt      | 1     | "How Will I Know"                          | Salvo                    |
| Ben Haenow        | 2     | "I Will Always Love You"                   | Salvo                    |
| Only The Young    | 3     | "Something About the Way You Look Tonight" | Eliminado                |
| Andrea Faustini   | 4     | "I Have Nothing"                           | Entre os 2 menos votados |
| Fleur East        | 5     | "I'm Every Woman"                          | Salvo                    |
| Stevi Ritchie     | 6     | "I'm Still Standing"                       | Entre os 2 menos votados |
| Stereo Kicks      | 7     | "Don't Let the Sun Go Down on Me"          | Salvo                    |
| Detalhes do duelo |       |                                            |                          |
| Andrea Faustini   | 1     | "Stop!"                                    | Salvo                    |
| Stevi Ritchie     | 2     | "This Is the Moment"                       | Eliminado                |

Houve dupla eliminação na sétima semana. A primeira eliminação aconteceu no programa de sábado após a apresentação de David Guetta. Only The Young recebeu o menor número de votos do público e foi imediatamente eliminado. Os próximos dois candidatos com o menor percentual de votos se enfrentaram em um duelo pelo voto dos jurados no programa de domingo.
Votos dos jurados para eliminar
- Mel B: votou em Stevi Ritchie – votou a favor do seu candidato, Andrea Faustini. Apesar disso, alegou que considerou a apresentação final de ambos os candidatos.
- Cheryl: votou em Stevi Ritchie – baseou seu voto na apresentação final dos candidatos e alegou que já tinha salvo Stevi na semana passada.
- Simon: votou em Andrea Faustini – votou a favor do seu candidato, Stevi Ritchie. Além disso, alegou que Stevi tinha demonstrado mais paixão ao cantar no duelo pela permanência.
- Louis: votou em Stevi Ritchie – alegou que Andrea era um de seus preferidos desde o primeiro dia da competição.

#### Semana 8 (29/30 de Novembro)
- Temas: Canções escolhidas por outros artistas[78] e Jukebox.[79]
- Apresentação dos finalistas: "Somebody to Love" (com Queen + Adam Lambert)[61]
- Artistas convidados: Queen + Adam Lambert ("Somebody to Love") com os finalistas, Union J ("You Got It All") e Ella Henderson ("Yours")[49]

Pela primeira vez na temporada, os participantes cantaram duas músicas cada. Uma das canções (jukebox) foi escolhida pelo voto do público por meio do aplicativo oficial do The X Factor. A segunda foi escolhida por vários artistas do ramo musical.
| Candidatos                                 | Opções de músicas       | Resultado         |
| Fleur East                                 |                         |                   |
| ------------------------------------------ | ----------------------- | ----------------- |
| Fleur East                                 | "If I Ain't Got You"    | Escolhida         |
| Fleur East                                 | "Family Portrait"       | Não foi escolhida |
| Fleur East                                 | "If You Love Me"        | Não foi escolhida |
| Andrea Faustini                            | "Respect"               | Não foi escolhida |
| Andrea Faustini                            | "Heartless"             | Não foi escolhida |
| Andrea Faustini                            | "Hero"                  | Escolhida         |
| Ben Haenow                                 |                         |                   |
| "Thinking Out Loud"                        | Escolhida               |                   |
| "You Are So Beautiful"                     | Não foi escolhida       |                   |
| "With a Little Help from My Friends"       | Não foi escolhida       |                   |
| Lauren Platt                               | "Ain't Nobody"          | Não foi escolhida |
| Lauren Platt                               | "Don't You Worry Child" | Escolhida         |
| Lauren Platt                               | "Story of My Life"      | Não foi escolhida |
| Stereo Kicks                               |                         |                   |
| "Run"                                      | Escolhida               |                   |
| "Fix You"                                  | Não foi escolhida       |                   |
| "Against All Odds (Take a Look at Me Now)" | Não foi escolhida       |                   |

| Candidato         | Ordem | Primeira Canção          | Escolhida por            | Ordem                    | Segunda Canção           | Escolhida por            | Resultado                |
| ----------------- | ----- | ------------------------ | ------------------------ | ------------------------ | ------------------------ | ------------------------ | ------------------------ |
| Ben Haenow        | 1     | "Come Together"          | One Direction            | 7                        | "Thinking Out Loud"      | Voto do público          | Salvo                    |
| Lauren Platt      | 2     | "Clarity"                | Little Mix               | 6                        | "Don't You Worry Child"  | Voto do público          | Entre os 2 menos votados |
| Stereo Kicks      | 3     | "Just the Way You Are"   | Tulisa                   | 8                        | "Run"                    | Voto do público          | Entre os 2 menos votados |
| Fleur East        | 4     | "A Fool in Love"         | Emeli Sandé              | 9                        | "If I Ain't Got You"     | Voto do público          | Salvo                    |
| Andrea Faustini   | 5     | "Chandelier"             | Sam Smith                | 10                       | "Hero"                   | Voto do público          | Salvo                    |
| Detalhes do duelo |       |                          |                          |                          |                          |                          |                          |
| Lauren Platt      | 1     | "I Know Where I've Been" | "I Know Where I've Been" | "I Know Where I've Been" | "I Know Where I've Been" | "I Know Where I've Been" | Salvo                    |
| Stereo Kicks      | 2     | "I Won't Give Up"        | "I Won't Give Up"        | "I Won't Give Up"        | "I Won't Give Up"        | "I Won't Give Up"        | Eliminado                |

Votos dos jurados para eliminar
- Louis: votou em Lauren Platt – votou a favor do seu candidato, Stereo Kicks.
- Mel B: votou em Lauren Platt – baseou-se na apresentação final dos candidatos e lamentou-se de ter sido escolhida para votar antes de Cheryl.
- Cheryl: votou em Stereo Kicks – votou a favor do seu candidato, Lauren Platt.
- Simon: votou em Stereo Kicks – baseou-se na apresentação final dos candidatos.

Com os candidatos no duelo de eliminação recebendo dois votos cada, foi anunciado o impasse e a votação do público foi utilizada para desempate. Stereo Kicks foi eliminado por ser o candidato com menor número de votos do público.

#### Semana 9 (Semifinal) (6/7 de Dezembro)
- Temas: Natal e canção que o levará para a final (sem tema)[82]
- Artistas convidados: Fifth Harmony ("BO$$"), Sam Bailey ("With You") and Idina Menzel & Michael Bublé ("Baby, It's Cold Outside")[50]

| Candidato         | Ordem | Primeira canção                   | Ordem             | Segunda canção     | Resultado                |
| ----------------- | ----- | --------------------------------- | ----------------- | ------------------ | ------------------------ |
| Fleur East        | 1     | "All I Want for Christmas Is You" | 6                 | "Uptown Funk"      | Salvo                    |
| Lauren Platt      | 2     | "Stay Another Day"                | 5                 | "Story of My Life" | Entre os 2 menos votados |
| Ben Haenow        | 3     | "Please Come Home for Christmas"  | 8                 | "Hallelujah"       | Salvo                    |
| Andrea Faustini   | 4     | "O Holy Night"                    | 7                 | "Wrecking Ball"    | Entre os 2 menos votados |
| Detalhes do duelo |       |                                   |                   |                    |                          |
| Lauren Platt      | 1     | "There You'll Be"                 | "There You'll Be" | "There You'll Be"  | Eliminado                |
| Andrea Faustini   | 2     | "Who You Are"                     | "Who You Are"     | "Who You Are"      | Salvo                    |

Votos dos jurados para eliminar
- Cheryl: votou em Andrea Faustini – votou a favor do seu candidato, Lauren Platt.
- Mel B: votou em Lauren Platt – votou a favor do seu candidato, Andrea Faustini. Apesar do voto, disse que a apresentação de Lauren foi uma das melhores dela na competição.
- Louis: votou em Lauren Platt – baseou seu voto na apresentação final dos candidatos. Declarou que era uma decisão difícil de ser tomada.
- Simon: votou em Lauren Platt – notou que era a segunda vez de ambos os competidores entre os menos votados e que, apesar de ter votado para salvar Lauren na semana anterior e, ainda, ter criticado os exageros de Andrea, achava que Andrea tinha conquistado seu lugar na final ao longo da temporada.

#### Semana 10 (Final) (13/14 de Dezembro)
Mel B não compareceu na bancada de jurados no show de sábado, pois estava doente. Ela foi substituída por Tulisa Contostavlos.
13 de Dezembro (Sábado)
- Temas: Sem tema e duetos com celebridades[63][83]
- Apresentação dos finalistas: "Rule the World" (com Take That)[84] e "All About That Bass" (com Meghan Trainor)[85]
- Artistas convidados: Take That ("Rule the World") com os finalistas;  Meghan Trainor ("All About That Bass") com os finalistas; Stevi Ritchie, Chloe Jasmine, Wagner, Diva Fever, Chico Slimani & Katie Waissel ("(I've Had) The Time of My Life" / "The Time (Dirty Bit)"); e Ed Sheeran ("Photograph")[85]

| Candidato       | Ordem | Nova Canção     | Ordem | Dueto                                   | Resultado |
| --------------- | ----- | --------------- | ----- | --------------------------------------- | --------- |
| Ben Haenow      | 1     | "Demons"        | 4     | "Thinking Out Loud" (com Ed Sheeran)    | Salvo     |
| Andrea Faustini | 2     | "Feeling Good"  | 5     | "Ghost" (com Ella Henderson)            | Eliminado |
| Fleur East      | 3     | "Can't Hold Us" | 6     | "Beneath Your Beautiful" (com Labrinth) | Salvo     |

Andrea Faustini recebeu o menor número de votos do público e foi automaticamente eliminado.
14 de Dezembro (Domingo)
- Temas: Apresentação favorita (apresentada como “música da temporada”) e canção do vencedor[83]
- Apresentação dos finalistas: "Flashdance... What A Feeling" (todos os finalistas)
- Artistas convidados: Olly Murs apresentando Demi Lovato ("Up"); One Direction apresentando Ronnie Wood ("Where Do Broken Hearts Go") e Sam Smith ("Stay with Me")[85]

| Candidato  | Ordem | Canção Favorita     | Ordem | Canção do Vencedor | Resultado        |
| ---------- | ----- | ------------------- | ----- | ------------------ | ---------------- |
| Ben Haenow | 1     | "Man in the Mirror" | 3     | "Something I Need" | Vencedor         |
| Fleur East | 2     | "Uptown Funk"       | 4     | "Something I Need" | Segundo Colocado |

## Controvérsias

#### Adam Miller
Em julho de 2014, foi anunciado que o candidato Adam Miller estava processando os produtores do show por tratamento “cruel”, alegando que eles estimularam sua participação e o persuadiram a acreditar que não seria constrangido durante sua audição. Todavia, Simon riu dele durante sua audição o que causou muita polêmica. Adam afirmou que os produtores o enganaram para que cantasse aos jurados para que, assim, eles pudessem humilhá-lo em uma tentativa de aumentar a audiência. Após a audição, Adam teria ficado tão nervoso por sua humilhação pública que teria pedido para ver os conselheiros do programa e teria pedido que sua audição não constasse no programa.

#### Chloe Jasmine
Houve alegações de favoritismo após ter sido permitido que Chloe fizesse sua audição, na fase com jurados e público, duas vezes. Aparentemente, ela foi mal em sua apresentação tendo esquecido a letra da música e chorando perante todos, todavia nada disso foi mostrado na televisão. Ao invés, foi mostrado Chloe sendo aprovada para o bootcamp após encantar os jurados em uma audição gravada em outra noite, na qual ela cantou "Why Don't You Do Right". Apresentado desta forma, os telespectadores foram enganados tendo sido levados a acreditar que Chloe se apresentou apenas uma vez. Alguém de dentro do programa alegou que foi dado uma segunda chance à Chloe porque ela estava passando por um momento difícil, supostamente ela teria se separado do namorado na época e não estava em condições emocionais para se apresentar. Foi dito, ainda, que isso só não foi mostrado na TV porque eles não tinham tempo suficiente para fazer isso tudo caber dentro de um episódio.

#### Stereo Kicks
Durante o programa The Xtra Factor realizado após o programa de revelação dos resultados da segunda semana, no qual o grupo Stereo Kicks esteve entre os menos votados e teve que cantar no duelo contra Chloe Jasmine, a apresentadora Sarah-Jane Crawford perguntou a Louis, o mentor do grupo, a respeito dos rapazes. Louis declarou, ao vivo na televisão, que ele nunca quis oito garotos na banda e que foi Simon que os colocou todos juntos, dando a entender que gostaria de cortar alguns membros do grupo. Em inúmeras entrevistas concedidas entre o programa de resultados da semana 2 e as apresentações da semana 3, o grupo Stereo Kicks mencionou como estava desapontado com a declaração do seu mentor e que havia rumores de que a banda seria dividida durante as apresentações da terceira semana de competição. Os rumores se mostraram falsos e Simon fez Louis Walsh se desculpar com os garotos após sua apresentação na semana 3. Na ocasião, Simon ainda ofereceu ao grupo a oportunidade de serem orientados por ele, entretanto, não ficou claro se ele estava falando sério, nem que isso seria permitido pelas regras do show.

#### Fleur East
Após Fleur East se apresentar na semana 2, Mel B comentou que Fleur havia permitido que as vozes das backing vocals se sobressaíssem em relação a sua própria voz e a acusou de estar trapaceando. Essa declaração causou certo mal-estar nos bastidores assim que as apresentações ao vivo daquela semana se encerraram, especialmente entre Mel B e Simon Cowell, mentor de Fleur. Na semana seguinte, após a apresentação de Fleur, Mel B comentou que a candidata havia provado que ela estava errada, elogiou seu desempenho e se retratou em relação a acusação de trapaça da semana anterior.
Além disso, com a aproximação das semifinais, foi noticiado que os outros semifinalistas Andrea Faustini, Ben Haenow e Lauren Platt se mostraram incomodados com a atitude dos jurados em manifestarem abertamente sua preferência por Fleur e, aparentemente, torcerem por sua vitória. Em determinado momento alguém declarou que o show deveria ser chamado The F Factor e que isso era muito injusto com os outros candidatos. Posteriormente, Ben Haenow declarou em uma entrevista que os rumores da insatisfação dos outros candidatos eram falsos e que seu mentor, Simon, não era tendencioso em relação a qualquer um dos seus candidatos.

## Transmissão Internacional
| País                        | Canal                 | Dia(s) de transmissão |
| --------------------------- | --------------------- | --------------------- |
| Reino Unido                 | ITV, STV, UTV         | Sábados e Domingos    |
| Irlanda                     | TV3                   | Sábados e Domingos    |
| Estados Unidos              | AXS TV                | Domingos e Segundas   |
| Canadá (Ontário e Alberta)  | Yes TV                | Terças e Quartas      |
| Canadá (Colúmbia Britânica) | CHEK-DT               | Quartas e Quintas     |
| Dinamarca                   | DR3                   | Terças                |
| Noruega                     | TV 2 Bliss            | Sábados e Domingos    |
| Singapura                   | MediaCorp Channel 5   | Quintas e Sextas      |
| Sudeste da Ásia             | RTL CBS Entertainment |                       |
| Brasil                      | Sony                  | Terças e Quartas      |
| Polônia                     | Fox Life              | Quintas               |
| Malta                       | TVM                   | Domingos              |
| Israel                      | Hot3                  | Sextas                |
| África do Sul               | M-Net                 | Dias de semana        |
| Índia                       | VH1 India             | Segundas e Terças     |
| Islândia                    | Channel 3             | Quintas e Sextas      |
| Finlândia                   | Sub                   | Sábados e Domingos    |